# Thorarchaeota
Thorarchaeota — передбачуваний тип архей, виділення якого було запропоновано в 2016 році на основіметагеномного аналізу донних опадів з естуарної зони річки Вайт Оак в Північній Кароліні (США). Представники групи здатні виділяти ацетат при деградації білків і, мабуть, відновлювати елементарну сірку і тіосульфат. Філогенетичний аналіз вказує на стародавність і широке поширення архей цього типу. Назва групи відображає близькість її до іншої древньої групі архей — Lokiarchaeota.

## Відкриття
Річка Вайт Оак в Північній Кароліні, в якій були виявлені метагеномного зразки архей групи Thorarchaeota, служить модельною системою для вивчення мікробних спільнот, які здійснюють анаеробний кругообіг вуглецю, особливо метаногенеза і окислення метану. Метагеномна реконструкція геномів із зразків донних відкладень цієї річки привела до збірки майже повних геномів (довжиною 2,4-3,9 мегабаз) архей раніше невідомої групи, яка отримала назву Thorarchaeota .

## Метаболізм
Генний склад геномів Thorarchaeota вказує на те, що представники групи, мабуть, здатні до деградації білків. У них були ідентифіковані гени, що кодують ферменти деградації білків клострипаїн (cloSI) і гінджипаїн (rgpA), а також кілька інших позаклітинних пептидаз. У всіх геномах були виявлені гени переносників ди- та олігопептидів, а у деяких ще й переносники розгалужених амінокислот. Схоже, що здатність до переносу білків ззовні всередину клітини властива всім археям групи. Крім того, у всіх Thorarchaeota виявлені гени, необхідні для деградації перенесених всередину білків до кетокислот. Передбачається, що саме білки служать джерелом вуглецю для архей Thorarchaeota .
У групи архей виявлені гена ряду передбачуваних оксидоредуктаз, таких як пируват ферредоксин оксидоредуктаза, індолпируват ферредоксин оксидоредуктаза та альдегідоксідоредуктаза. Ці ферменти перетворюють кетокислоти в ацетил-СоА та органічні кислоти, такі як ацетат. Для їх роботи необхідний окислений ферредоксин як акцептор електронів, пул якого може підтримувати нікелево-залізними гідрогеназами, гени яких були виявлені у ряду Thorarchaeota.
У геномах цих архей було виявлено невелику кількість ферментів метаболізму вуглеводів, проте функції вдалося визначити лише для деяких з них (целюлази і альфа-маннозидази). Таким чином вуглеводи служать для них лише допоміжним джерелом вуглецю. У зібраних геномах виявлені гени всіх білків, необхідних для гліколізу, крім гексокінази . Мабуть, Thorarchaeota здатні цілком або повністю перетворювати глюкозо-6-фосфат у фосфоенолпіруват . Пируваткіназа відсутня у всіх представників даної групи, замість неї пируват утворює фосфоенолпируватсинтазу. Все археї типу здатні перетворювати пируват в ацетил-СоА, використовуючи субодиниці Е1 і Е2 пируватдегідрогенази і всі субодиниці пируват: ферредоксин оксидоредуктази. Майже всі ферменти циклу Кребса у них відсутні, однак у всіх був виявлений майже повний сукцинатдегідрогеназний комплекс . Можна припустити, що окислення ацетил-СоА за допомогою циклу Кребса не є ключовим шляхом отримання енергії у Thorarchaeota.
У всіх Thorarchaeota був виявлений ген ADP-утворюючою субодиниці ацетил-СоА синтетазыи, яка бере участь в утворенні ацетату у Pyrococcus furiosus та інших архей. Таким чином, археї даного типу можуть утворювати ацетат, однак генів спиртового бродіння у них не виявлено. Вони імовірно утворюють ацетат при гідролитичній деградації ацетил-СоА. Ацетат служить ключовим субстратом для відновлення сульфату і метаногенеза в естуарних донних відкладеннях і є важливою сполучною ланкою між окислювальним метаболізмом і бродінням.
У деяких представників були виявлені майже всі гени шляху Вуда — Льюнгдаля, який забезпечує автотрофну фіксацію двох молекул внутрішньоклітинного СО2 спочатку до ацетил-СоА і потім до ацетату. Таким чином, частина Thorarchaeota можуть бути здатні до фіксації СО 2 і забезпечувати себе за допомогою автотрофного ацетогенеза.
У всіх Thorarchaeota виявлені гомологи ферменту сульфогідрогенази P. furiosus, тому археї цієї групи, швидше за все, здатні відновлювати сірку. У деяких з них були виявлені переносники сульфату і тіосульфату, сульфогідрогеназа і тіосульфатредуктаза.

## Філогенія
Аналіз гена 16S рРНК показав, що Thorarchaeota досить широко поширені в природі: вони трапляються в мангрових заростях, озерах і гідротермальних морських донних відкладеннях. Він же показав, що представники Thorarchaeota відрізняються від архей інших типів. Вони мають загального предка з недавно виділеної групою архей Lokiarchaeota і знаходяться поблизу підстави філогенетичного древа архей .
|  | Aigarchaeota |
|  |              |
|  | Geoarchaeota |
|  |              |

|  | Thaumarchaeota |
|  |                |
|  | Bathyarchaeota |
|  |                |

|  | Aigarchaeota |
|  |              |
|  | Geoarchaeota |
|  |              |

|  | Thaumarchaeota |
|  |                |
|  | Bathyarchaeota |
|  |                |

|  | Aigarchaeota |
|  |              |
|  | Geoarchaeota |
|  |              |

|  | Thaumarchaeota |
|  |                |
|  | Bathyarchaeota |
|  |                |

|  | Aigarchaeota |
|  |              |
|  | Geoarchaeota |
|  |              |

|  | Thaumarchaeota |
|  |                |
|  | Bathyarchaeota |
|  |                |

|  | Aigarchaeota |
|  |              |
|  | Geoarchaeota |
|  |              |

|  | Thaumarchaeota |
|  |                |
|  | Bathyarchaeota |
|  |                |

|  | Aigarchaeota |
|  |              |
|  | Geoarchaeota |
|  |              |

|  | Thaumarchaeota |
|  |                |
|  | Bathyarchaeota |
|  |                |

|  | Aigarchaeota |
|  |              |
|  | Geoarchaeota |
|  |              |

|  | Thaumarchaeota |
|  |                |
|  | Bathyarchaeota |
|  |                |

|  | Aigarchaeota |
|  |              |
|  | Geoarchaeota |
|  |              |

|  | Thaumarchaeota |
|  |                |
|  | Bathyarchaeota |
|  |                |

|  | Odinarchaeota |
|  |               |
|  | Thorarchaeota |
|  |               |

|  | Lokiarchaeota |
|  |               |
|  | Helarchaeota  |
|  |               |

|  | Odinarchaeota |
|  |               |
|  | Thorarchaeota |
|  |               |

|  | Lokiarchaeota |
|  |               |
|  | Helarchaeota  |
|  |               |

|                     | Heimdallarchaeota |
|                     |                   |
| (+α─Proteobacteria) | Eukaryota         |
|                     | Eukaryota         |

|  | Odinarchaeota |
|  |               |
|  | Thorarchaeota |
|  |               |

|  | Lokiarchaeota |
|  |               |
|  | Helarchaeota  |
|  |               |

|  | Odinarchaeota |
|  |               |
|  | Thorarchaeota |
|  |               |

|  | Lokiarchaeota |
|  |               |
|  | Helarchaeota  |
|  |               |

|                     | Heimdallarchaeota |
|                     |                   |
| (+α─Proteobacteria) | Eukaryota         |
|                     | Eukaryota         |

|  | Aigarchaeota |
|  |              |
|  | Geoarchaeota |
|  |              |

|  | Thaumarchaeota |
|  |                |
|  | Bathyarchaeota |
|  |                |

|  | Aigarchaeota |
|  |              |
|  | Geoarchaeota |
|  |              |

|  | Thaumarchaeota |
|  |                |
|  | Bathyarchaeota |
|  |                |

|  | Aigarchaeota |
|  |              |
|  | Geoarchaeota |
|  |              |

|  | Thaumarchaeota |
|  |                |
|  | Bathyarchaeota |
|  |                |

|  | Aigarchaeota |
|  |              |
|  | Geoarchaeota |
|  |              |

|  | Thaumarchaeota |
|  |                |
|  | Bathyarchaeota |
|  |                |

|  | Aigarchaeota |
|  |              |
|  | Geoarchaeota |
|  |              |

|  | Thaumarchaeota |
|  |                |
|  | Bathyarchaeota |
|  |                |

|  | Aigarchaeota |
|  |              |
|  | Geoarchaeota |
|  |              |

|  | Thaumarchaeota |
|  |                |
|  | Bathyarchaeota |
|  |                |

|  | Aigarchaeota |
|  |              |
|  | Geoarchaeota |
|  |              |

|  | Thaumarchaeota |
|  |                |
|  | Bathyarchaeota |
|  |                |

|  | Aigarchaeota |
|  |              |
|  | Geoarchaeota |
|  |              |

|  | Thaumarchaeota |
|  |                |
|  | Bathyarchaeota |
|  |                |

|  | Odinarchaeota |
|  |               |
|  | Thorarchaeota |
|  |               |

|  | Lokiarchaeota |
|  |               |
|  | Helarchaeota  |
|  |               |

|  | Odinarchaeota |
|  |               |
|  | Thorarchaeota |
|  |               |

|  | Lokiarchaeota |
|  |               |
|  | Helarchaeota  |
|  |               |

|                     | Heimdallarchaeota |
|                     |                   |
| (+α─Proteobacteria) | Eukaryota         |
|                     | Eukaryota         |

|  | Odinarchaeota |
|  |               |
|  | Thorarchaeota |
|  |               |

|  | Lokiarchaeota |
|  |               |
|  | Helarchaeota  |
|  |               |

|  | Odinarchaeota |
|  |               |
|  | Thorarchaeota |
|  |               |

|  | Lokiarchaeota |
|  |               |
|  | Helarchaeota  |
|  |               |

|                     | Heimdallarchaeota |
|                     |                   |
| (+α─Proteobacteria) | Eukaryota         |
|                     | Eukaryota         |